# احمد قندچی
احمد قندچی (متولد ۱۳۱۲) از طرفداران جبهه ملی و یکی از سه دانشجویی است که در حمله نیروهای امنیتی به دانشگاه تهران در ۱۶ آذر ۱۳۳۲ کشته شد. او همچنین برادر اصغر قندچی، کارآفرین ایرانی و پدر صنعت کامیون سازی در ایران بود.